# La Trinidad, Guanajuato kommun
La Trinidad är en ort i Mexiko.   Den ligger i kommunen Guanajuato och delstaten Guanajuato, i den centrala delen av landet, 280 km nordväst om huvudstaden Mexico City. La Trinidad ligger 1 867 meter över havet och antalet invånare är 752.
Terrängen runt La Trinidad är platt åt sydväst, men åt nordost är den kuperad. Runt La Trinidad är det tätbefolkat, med 356 invånare per kvadratkilometer. Närmaste större samhälle är Guanajuato, 12,0 km norr om La Trinidad. Trakten runt La Trinidad består till största delen av jordbruksmark.